# John Boardman
Pour les articles homonymes, voir Boardman.
John Boardman, né à Ilford (Angleterre) le 20 août 1927 et mort le 23 mai 2024, est un historien de l'art, spécialiste britannique d'archéologie classique en général et de céramique grecque antique en particulier. Il est l'auteur de nombreux ouvrages sur l'histoire de l'art de la Grèce antique.

## Biographie
John Boardman est président de la Fédération internationale des associations d’études classiques de 1994 à 1997.
Il meurt le 23 mai 2024 à l’âge de 96 ans.

## Publications (sélection)
Éditions en langue anglaise :
- Greek Burial Customs (1971)
- Archaic Greek Gems (1968)
- Greek Gems and Finger Rings (1970, 2001)
- Excavations at Emporio, Chios (1964)
- The Greeks Overseas (1re éd. : 1964 ; éd. révisée : 1973 ; 3e éd. : 1980 ; 4e éd. : 1999)
- The Diffusion of Classical Art in Antiquity
- Persia and the West (2000)
- The History of Greek Vases (2001)
- The Archaeology of Nostalgia (2002)
- The World of Ancient Art (2006)
- The Marlborough Gems (2009)
- The Relief Plaques of Central Asia and China (2009-2010)
- Greece and the Hellenistic World (2002)
- The Triumph of Dionysos (2014)
- The Greeks in Asia (2015)
- Alexander the Great: From His Death to the Present Day (2019)  (ISBN 978-0691181752)